# Divisione Nazionale 1936-1937 (rugby a 15)
La Divisione Nazionale 1936-37 fu il 9º campionato nazionale italiano di rugby a 15 di prima divisione.
Si tenne dal 10 gennaio 1937 all’11 aprile 1937 tra 8 squadre, per la seconda volta nella sua ancor recente storia con la formula del girone unico.
Al termine del torneo lo scudetto andò per la seconda volta alla Rugby Roma, unica contendente fino ad allora dell'Amatori Milano, campione in sette delle otto edizioni precedenti.
La vittoria giunse proprio all'ultima giornata di campionato quando allo stadio Testaccio i romani, davanti a 10 000 spettatori, vinsero 6-3 contro la squadra milanese e la staccarono di 3 punti in classifica finale.

## Squadre partecipanti
- Amatori Milano
- Bersaglieri MI
- Bologna
- GUF Genova
- GUF Milano
- GUF Roma
- GUF Torino
- Rugby Roma

## Risultati
|      | 1ª/8ª giornata              |       |
| ---- | --------------------------- | ----- |
| 13-6 | Amatori Milano - GUF Genova | 32-0  |
| 18-3 | GUF Torino - GUF Milano     | 11-0  |
| 3-3  | Bologna - GUF Roma          | 9-0   |
| 6-5  | Rugby Roma - Bersaglieri    | 3-0   |
|      |                             |       |
|      | 4ª/11ª giornata             |       |
| 0-9  | GUF Genova - Bersaglieri    | 6-3   |
| 9-3  | GUF Torino - GUF Roma       | 3-3   |
| 64-8 | Amatori Milano - Bologna    | 14-11 |
| 26-5 | Rugby Roma - GUF Milano     | 13-5  |
|      |                             |       |
|      | 7ª/14ª giornata             |       |
| 3-12 | Amatori Milano - Rugby Roma | 3-6   |
| 8-6  | GUF Roma - GUF Genova       | 3-17  |
| 20-3 | GUF Torino - Bersaglieri    | 0-0   |
| 16-3 | Bologna - GUF Milano        | 5-5   |

|      | 2ª/9ª giornata              |      |
| ---- | --------------------------- | ---- |
| 0-42 | GUF Milano - Amatori Milano | 3-70 |
| 0-3  | Bersaglieri - Bologna       | 0-8  |
| 3-6  | GUF Roma - Rugby Roma       | 0-34 |
| 3-6  | GUF Genova - GUF Torino     | 6-14 |
|      |                             |      |
|      | 5ª/12ª giornata             |      |
| 0-15 | Bologna - Rugby Roma        | 3-19 |
| 4-9  | GUF Torino - Amatori Milano | 5-6  |
| 3-8  | GUF Roma - Bersaglieri      | 0-3  |
| 3-8  | GUF Milano - GUF Genova     | 0-17 |

|       | 3ª/10ª giornata              |      |
| ----- | ---------------------------- | ---- |
| 0-8   | Bologna - GUF Torino         | 6-23 |
| 35-11 | Rugby Roma - GUF Genova      | 30-6 |
| 20-3  | Amatori Milano - GUF Roma    | 8-0  |
| 8-0   | Bersaglieri - GUF Milano     | 5-13 |
|       |                              |      |
|       | 6ª/13ª giornata              |      |
| 3-3   | Bologna - GUF Torino         | 16-9 |
| 3-9   | Bersaglieri - Amatori Milano | 3-11 |
| 14-8  | GUF Genova - Bologna         | 3-6  |
| 0-3   | GUF Milano - GUF Roma        | 3-6  |

## Classifica
| Pos | Squadra        | G  | V  | N | P  | PF  | PS  | DP   | Pt |
| --- | -------------- | -- | -- | - | -- | --- | --- | ---- | -- |
| 1   | Rugby Roma     | 14 | 13 | 1 | 0  | 224 | 56  | +168 | 27 |
| 2   | Amatori Milano | 14 | 12 | 0 | 2  | 304 | 64  | +240 | 24 |
| 3   | GUF Torino     | 14 | 8  | 3 | 3  | 133 | 61  | +72  | 19 |
| 4   | Bologna        | 14 | 5  | 2 | 7  | 86  | 171 | −85  | 12 |
| 5   | GUF Genova     | 14 | 5  | 0 | 9  | 103 | 170 | −67  | 10 |
| 6   | Bersaglieri MI | 14 | 4  | 1 | 9  | 50  | 82  | −32  | 9  |
| 7   | GUF Roma       | 14 | 3  | 2 | 9  | 38  | 129 | −91  | 8  |
| 8   | GUF Milano     | 14 | 1  | 1 | 12 | 43  | 248 | −205 | 3  |

## Verdetti
- Rugby Roma: campione d'Italia